# Eddy Bouwmans
Eddy Bouwmans (født 30. januar 1968 i Aarle-Rixtel) er en tidligere hollandsk landevejscykelrytter.
| Cykling | Spire Denne biografi om en hollandsk cykelrytter er en spire som bør udbygges. Du er velkommen til at hjælpe Wikipedia ved at udvide den. |